# Matsumuraeses acrocosma
Matsumuraeses acrocosma es una especie de polilla del género Matsumuraeses, tribu Grapholitini, subfamilia Olethreutinae. Fue descrita científicamente por Diakonoff en 1971.

## Distribución
Se distribuye por Asia: Tailandia.